# Neneh MacDouall-Gaye
Neneh MacDouall-Gaye (8 de abril de 1957) es una política y diplomática gambiana. Se desempeñó como la última ministra de Relaciones Exteriores de Yahya Jammeh de 2015 a 2017 y como embajadora de Gambia en los Estados Unidos en 2009.

## Primeros años y educación
MacDouall-Gaye nació en Banjul y asistió a la escuela secundaria St Joseph, donde se graduó en 1974. Luego recibió un diploma en comunicación masiva del Instituto de Capacitación en Radio y Televisión, parte del edificio de televisión Maspero en El Cairo, Egipto, en 1980.

## Carrera política
MacDouall-Gaye fue inicialmente periodista y se unió a Radio Gambia en 1979. Obtuvo muchos fanáticos debido a su 'voz dorada'.
Fue nombrada Secretaria de Estado de Comercio, Industria y Empleo en 2005, cargo que ocupó solo unos meses. Luego fue nombrada Secretaria de Estado para las Tecnologías de la Información y la Comunicación, cargo que ocupó hasta el 19 de marzo de 2008, cuando fue reemplazada por Fatim Badjie. Se anunció que se convertiría en la Representante Permanente de Gambia ante las Naciones Unidas, pero en cambio, se nombró a Susan Waffa-Ogoo para el cargo.
Fue nombrada Directora Gerente de Observer Company Ltd, los editores de The Daily Observer, el 19 de junio de 2008. Reemplazó a Dida Halake, que en ese momento estaba detenida en la comisaría de policía de Kotu. MacDouall-Gaye ocupó ese cargo hasta su nombramiento como Embajadora de Gambia en los Estados Unidos el 30 de enero de 2009. Al mismo tiempo, Musa Mboob, ex Inspector General de Policía, fue designado Embajador Adjunto en los Estados Unidos. Su cargo como embajadora finalizó el 12 de agosto de 2009.
El 5 de enero de 2015, MacDouall-Gaye fue nombrada Ministra de Relaciones Exteriores, en sustitución de Bala Garba Jahumpa.